# Rionegro e Solimões 2019
Rionegro e Solimões 2019 é o primeiro extended play (EP) da dupla sertaneja brasileira Rionegro & Solimões. Foi lançado em 17 de maio de 2019 pela ONErpm. Teve como principal single a canção "Beleza Então".

## Faixas
| N.º            | Título                     | Compositor(es)                                                                         | Duração |  |
| 1.             | "Beleza Então"             | Rionegro / Luiz Akal / Israel Alves / Alcebias Flausino / Compadre Cade / Chico Amaral | 3:17    |  |
| 2.             | "Mas Eu Sei Que Você Sabe" | Rionegro / Toninho Mesquita                                                            | 3:10    |  |
| 3.             | "Agora é Tarde pra Chorar" | Rionegro                                                                               | 3:23    |  |
| 4.             | "Coração Bloqueado"        | Rodrigo Reis / Willian Santos / Rionegro                                               | 2:42    |  |
| Duração total: | Duração total:             | Duração total:                                                                         | 12:32   |  |